# Zhala

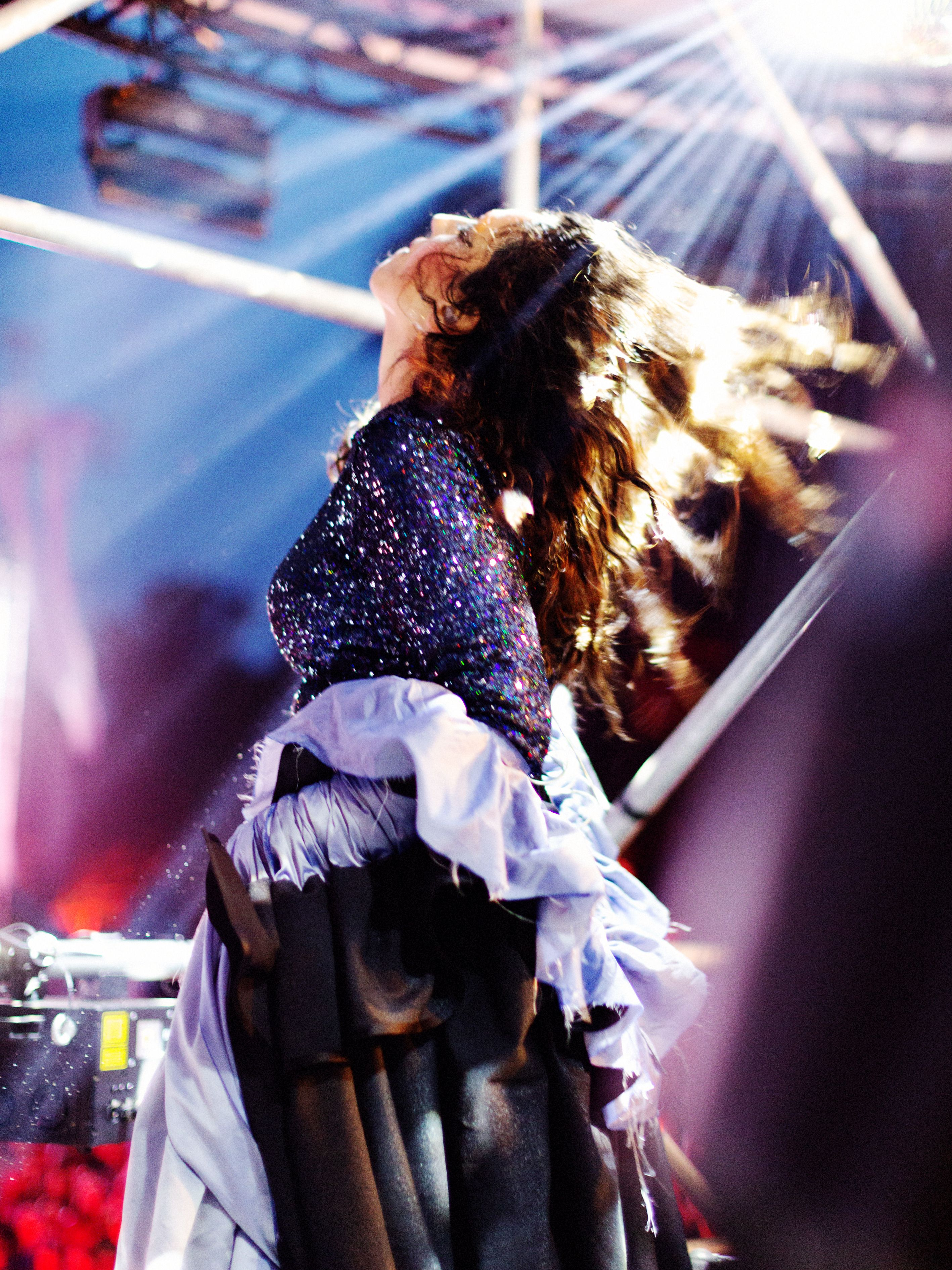
Zhala fotograferad av Märta Thisner på Smash-festivalen i Stockholm

Zhala Zhino Rifat, känd under artistnamnet Zhala, född 21 augusti 1987 i Stockholm, är en svensk sångare, musiker och låtskrivare.

## Biografi
Zhala Rifat är född och uppvuxen i stockholmsförorten Hjulsta. Hennes föräldrar kom till Sverige på 1980-talet från irakiska Kurdistan. 
Vid 10 års ålder medverkade Zhala på CD:n Perfekt! som 1999 nominerades till en Grammis i kategorin "Barn". Perfekt! bygger på ett poesiprojekt vid Hjulstaskolan, där hon var elev, barnens dikter tonsattes av kompositören Klas Widén.  Från ett tidigt engagemang i Tensta Gospel, där hon lärde känna Lykke Li och Mapei, började hon experimentera och utveckla sitt eget musikaliska arbete och studerade en tid på Los Angeles Music Academy.
Hon var bakgrundssångerska på Lykke Lis världsturné 2010 och körade på Lykke Lis album Wounded Rhymes 2011. Våren 2012 släpptes hennes första singel Slippin' Around. Videon till låten gjordes av konstnären Makode Linde. Under 2013 uppträdde hon bland annat på Bestival, Isle of Wight och Way Out West samt var förband till Robyn under hennes turné. De båda framträdde även tillsammans på Grammisgalan 2014.
I februari 2014 släppte Zhala EP:n Prophet och hennes första fullängdsalbum Zhala kom våren 2015. Zhala är den första artist som fått skivkontrakt med artisten Robyns eget skivbolag Konichiwa Records, utöver Robyn själv.
Zhalas musik har beskrivits som experimentell popmusik och själv kallar hon den för "cosmic pop".
Hon har sagt sig bland annat inspireras av kurdisk folkmusik.

## Diskografi

### Singlar
- 2012 - Slippin' Around
- 2014 - I'm in Love
- 2015 - Aerobic Lambada
- 2015 - Holy Bubbles
- 2020 - Holes

### EP
- 2014 - Prophet

### Album
- 2015 - Zhala